# Félix Sánchez
Félix Sánchez Marcelo (New York, 30 agosto 1977) è un ex ostacolista e velocista dominicano, dominatore della specialità dei 400 metri ostacoli dal 2001 al 2004 con 43 vittorie consecutive e considerato uno tra i più grandi interpreti di questa disciplina.
Vincendo la medaglia d'oro ai Giochi olimpici di Atene 2004 è diventato il primo campione olimpico nella storia della Repubblica Dominicana. Bissa il suo successo 8 anni dopo ai Giochi olimpici di Londra 2012.

## Biografia
Nato a New York da immigrati dominicani e cresciuto in California, decise di correre fin dall'inizio per il suo paese d'origine, nonostante le offerte per gareggiare sotto la bandiera degli Stati Uniti d'America. Il suo debutto in una competizione internazionale fu ai campionati mondiali di Siviglia nel 1999, in cui non brillò.
I successi cominciarono ad arrivare nel 2001. Il 4 luglio Sánchez vinse i 400 m ostacoli al meeting di Losanna: fu l'inizio di una striscia di 43 vittorie consecutive che durò tre anni, fino al 3 settembre 2004 quando l'ostacolista dominicano subì un infortunio alla gamba destra durante il meeting di Bruxelles. Tra le vittorie di quel periodo vanno annoverati due titoli mondiali, nel 2001 ad Edmonton (precedendo il campione in carica Fabrizio Mori) e nel 2003 a Saint-Denis, e la medaglia d'oro alle Olimpiadi di Atene 2004.
La vittoria di Sánchez ad Atene il 28 agosto 2004 segnò una data storica per la Repubblica Dominicana, ed ebbe grande risalto in patria. Si trattava infatti della prima medaglia d'oro olimpica per lo stato caraibico, che in precedenza aveva vinto un'unica medaglia ai Giochi olimpici, il bronzo di Pedres Nolasco nel pugilato (categoria 51–54 kg) ai Giochi di Los Angeles 1984. Félix Sánchez fu decorato con la Orden de Duarte, Sánchez y Mella ("Ordine di Duarte, Sánchez e Mella") con il grado di Gran Caballero ("Gran Cavaliere") dal Presidente della Repubblica Dominicana. La Camera dei deputati lo definì héroe deportivo nacional ("eroe sportivo nazionale") nel testo della legge che dava il suo nome allo Stadio Olimpico di Santo Domingo, il principale impianto nazionale destinato all'atletica leggera. Il Senato lo dichiarò Hijo meritísimo de la República Dominicana y gloria del atletismo ("figlio meritevolissimo della Repubblica Dominicana e gloria dell'atletica leggera").
Per via della sua lunghissima imbattibilità, Sánchez si guadagnò soprannomi come invincibile o dittatore. Rimase in testa al ranking mondiale della IAAF per 202 settimane. L'unico risultato che gli mancò fu il record mondiale. Scese per la prima volta sotto i 48" il 22 luglio 2001 a Londra vincendo in 47"95. Il suo tempo migliore fu il 47"25 corso il 29 agosto 2003 nella finale dei mondiali di Saint-Denis, comunque lontano dal record di 46"78 di Kevin Young ottenuto nel 1992.
I postumi dell'infortunio subito nel settembre 2004, un callo osseo al piede destro e altri problemi fisici limitarono l'attività agonistica di Sánchez nel 2005. Nella finale dei campionati del mondo di atletica leggera 2005 di Helsinki fu costretto a ritirarsi per un nuovo infortunio senza nemmeno riuscire a tagliare il traguardo. Due anni più tardi, nell'edizione di Osaka, è riuscito a tornare sul podio andando ad aggiudicarsi l'argento.
In occasione della cerimonia d'apertura dei Giochi olimpici di Pechino 2008 è stato il portabandiera della delegazione della Repubblica Dominicana. Nelle batterie della gara dei 400 m ostacoli non è riuscito a qualificarsi per la finale, concludendo con un deludente 51"10: poche ore prima era stato colpito da un grave lutto familiare.
Ai Giochi olimpici di Londra 2012 appare subito in gran forma, chiudendo la sua semifinale col tempo di 47"76, scendendo di fatto sotto i 48 secondi dopo 8 anni. La finale lo vede prevalere su tutti, laureandosi per la seconda volta campione olimpico sui 400 m hs, col tempo di 47"63, davanti allo statunitense Michael Tinsley e al portoricano Javier Culson. Terminata la gara, Sánchez estrae da sotto il pettorale una foto che lo ritrae con sua nonna, venutagli a mancare alla vigilia delle batterie dei 400 m hs di Pechino 2008; con questo gesto ha voluto dedicare la vittoria a lei, tra la commozione del pubblico e una standing ovation durante la premiazione.
Pur essendo uno specialista dei 400 metri ostacoli, Sánchez si cimenta occasionalmente anche sulle distanze della velocità, nonché nella staffetta 4×400 metri. I suoi primati personali sono 10"45 sui 100 metri piani, 20"87 sui 200 metri piani e 44"90 sui 400 metri piani.

## Record nazionali

### Seniores
- 400 metri ostacoli: 47"25 ( Saint-Denis, 29 agosto 2003)
- 400 metri ostacoli indoor: 49"73 ( Val-de-Reuil, 6 febbraio 2010)
- Staffetta 4×400 metri indoor: 3'06"30 ( Doha, 13 marzo 2010) (Arismendy Peguero, Alvin Harrison, Félix Sánchez, Yoel Tapia)

## Progressione

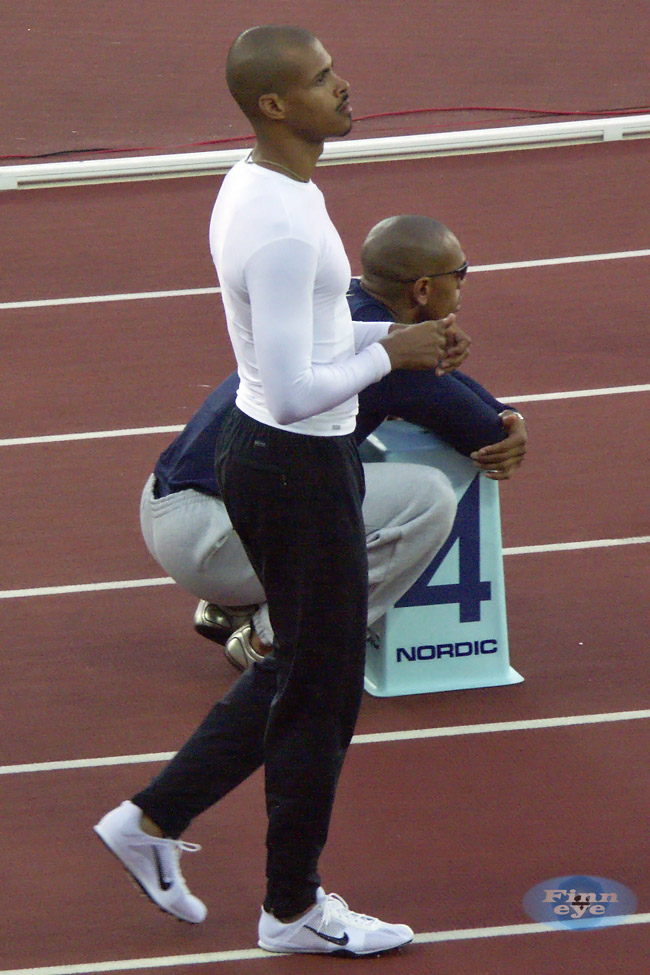
Félix Sánchez ai Mondiali 2005 di Helsinki.

### 400 metri ostacoli
| Stagione | Risultato | Luogo        | Data      | Rank. Mond. |
| -------- | --------- | ------------ | --------- | ----------- |
| 2014     | 48"91     | Saint-Denis  | 5-7-2014  | 17º         |
| 2013     | 48"10     | Mosca        | 13-8-2013 | 8º          |
| 2012     | 47"63     | Londra       | 6-8-2012  | 1º          |
| 2011     | 48"74     | Taegu        | 29-8-2011 | 17º         |
| 2010     | 48"17     | Losanna      | 8-7-2010  | 7º          |
| 2009     | 48"34     | Berlino      | 16-8-2009 | 11º         |
| 2008     | 51"10     | Pechino      | 15-8-2008 | 213º        |
| 2007     | 48"01     | Osaka        | 28-8-2007 | 3º          |
| 2006     | 49"10     | Padova       | 1-9-2006  | 26º         |
| 2005     | 48"24     | Helsinki     | 7-8-2005  | 11º         |
| 2004     | 47"63     | Atene        | 26-8-2004 | 1º          |
| 2003     | 47"25     | Saint-Denis  | 29-8-2003 | 1º          |
| 2002     | 47"35     | Zurigo       | 16-8-2002 | 1º          |
| 2001     | 47"38     | Zurigo       | 17-8-2001 | 1º          |
| 2000     | 48"33     | Atene        | 28-6-2000 | 9º          |
| 1999     | 48"60     | Winnipeg     | 28-7-1999 | 19º         |
| 1998     | 51"30     | Los Angeles  | 8-3-1998  | 258º        |
| 1997     | 50"01     | Indianapolis | 13-6-1997 | 77º         |
| 1996     | 50"82     | Houston      | 28-7-1996 | 182º        |
| 1995     | 51"33     | Walnut       | 24-6-1995 |             |

## Palmarès

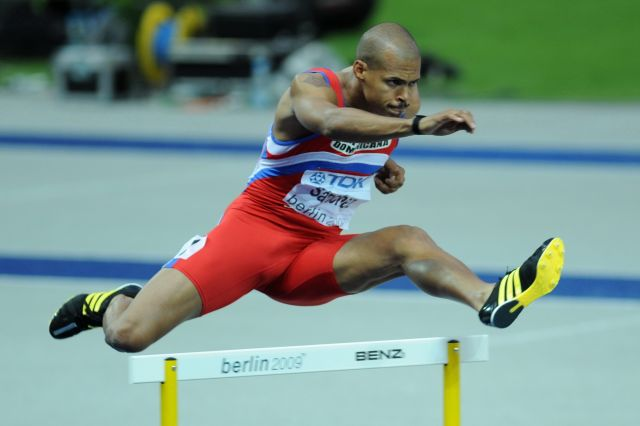
Félix Sánchez durante i Mondiali di Berlino 2009.

| Anno | Manifestazione      | Sede           | Evento      | Risultato  | Prestazione | Note                                     |
| ---- | ------------------- | -------------- | ----------- | ---------- | ----------- | ---------------------------------------- |
| 1999 | Giochi panamericani | Winnipeg       | 400 m hs    | 4º         | 48"60       | Miglior prestazione personale            |
| 1999 | Mondiali            | Siviglia       | 400 m hs    | Batteria   | 49"67       |                                          |
| 2000 | Giochi olimpici     | Sydney         | 400 m hs    | Semifinale | 49"69       |                                          |
| 2001 | Mondiali indoor     | Lisbona        | 400 m piani | Semifinale | 47"29       |                                          |
| 2001 | Mondiali            | Edmonton       | 400 m hs    | Oro        | 47"49       | Miglior prestazione mondiale stagionale  |
| 2003 | Giochi panamericani | Santo Domingo  | 400 m hs    | Oro        | 48"19       |                                          |
| 2003 | Giochi panamericani | Santo Domingo  | 4×400 m     | Bronzo     | 3'02"02     | Record nazionale                         |
| 2003 | Mondiali            | Saint-Denis    | 400 m hs    | Oro        | 47"25       | Record nazionale                         |
| 2004 | Giochi olimpici     | Atene          | 400 m hs    | Oro        | 47"63       | Miglior prestazione personale stagionale |
| 2005 | Mondiali            | Helsinki       | 400 m hs    | Finale     | dnf         |                                          |
| 2007 | Giochi panamericani | Rio de Janeiro | 400 m hs    | 4º         | 49"28       |                                          |
| 2007 | Giochi panamericani | Rio de Janeiro | 4×400 m     | Bronzo     | 3'02"48     |                                          |
| 2007 | Mondiali            | Osaka          | 400 m hs    | Argento    | 48"01       | Miglior prestazione personale stagionale |
| 2007 | Mondiali            | Osaka          | 4×400 m     | 7º         | 3'03"56     |                                          |
| 2008 | Giochi olimpici     | Pechino        | 400 m hs    | Batteria   | 51"10       | Miglior prestazione personale stagionale |
| 2009 | Campionati CAC      | L'Avana        | 400 m hs    | Argento    | 48"85       |                                          |
| 2009 | Campionati CAC      | L'Avana        | 4×400 m     | Argento    | 3'03"30     |                                          |
| 2009 | Mondiali            | Berlino        | 400 m hs    | 8º         | 50"11       |                                          |
| 2009 | Mondiali            | Berlino        | 4×400 m     | 6º         | 3'02"47     |                                          |
| 2010 | Mondiali indoor     | Doha           | 4×400 m     | Finale     | dq          |                                          |
| 2010 | Giochi CAC          | Mayagüez       | 400 m hs    | 4º         | 50"08       |                                          |
| 2011 | Campionati CAC      | Mayagüez       | 400 m hs    | Argento    | 49"41       |                                          |
| 2011 | Campionati CAC      | Mayagüez       | 4×400 m     | 4º         | 3'04"10     |                                          |
| 2011 | Mondiali            | Taegu          | 400 m hs    | 4º         | 48"87       |                                          |
| 2011 | Giochi panamericani | Guadalajara    | 400 m hs    | Bronzo     | 48"85       |                                          |
| 2012 | Giochi olimpici     | Londra         | 400 m hs    | Oro        | 47"63       | Miglior prestazione personale stagionale |
| 2012 | Giochi olimpici     | Londra         | 4×400 m     | Batteria   | dq          |                                          |
| 2013 | Campionati CAC      | Morelia        | 4×400 m     | Bronzo     | 3'02"82     |                                          |
| 2013 | Mondiali            | Mosca          | 400 m hs    | 5º         | 48"22       |                                          |
| 2015 | Giochi panamericani | Toronto        | 400 m hs    | Batteria   | 51"07       |                                          |
| 2015 | Campionati NACAC    | San José       | 400 m hs    | 5º         | 50"23       |                                          |

## Altre competizioni internazionali
2002
- 5º alla Grand Prix Final ( Parigi), 400 m piani - 45"25
- Oro alla Grand Prix Final ( Parigi), 400 m hs - 47"62

2003
- Oro alla World Athletics Final ( Monaco), 400 m hs - 47"80

2007
- 7º alle World Athletics Final ( Stoccarda), 400 m hs - 49"61